# Trochosa ochracea
Trochosa ochracea là một loài nhện trong họ Lycosidae.
Loài này thuộc chi Trochosa. Trochosa ochracea được Ludwig Carl Christian Koch miêu tả năm 1856.